# Arne Herløv Petersen-sagen
Arne Herløv Petersen-sagen var en højtprofileret retssag om spionageanklager mod bl.a. forfatteren Arne Herløv Petersen under den kolde krig. Sigtelsen var en udløber af en udvisningssag fra oktober 1981, hvor KGB-officer og ambassadesekretær ved den sovjetiske repræsentation i København, Vladimir Merkulov, blev udvist. Merkulov havde angiveligt fungeret som føringsofficer for Herløv Petersen. Sagen mod Herløv Petersen blev afsluttet med tiltalefrafald.

## Tiltalen
I november 1981 blev Herløv Petersen og hans kone anholdt og tiltalt ifølge straffelovens paragraf 108, som også kaldes "den milde spionparagraf". Ifølge anklagemyndigheden havde Herløv Petersen samlet underskrifter og annonceret for atomvåbenfri zone i Norden på opfordring fra KGB (Norden som Atomvåbenfri Zone) og modtaget betaling for det. Han havde desuden mødt sovjetiske diplomater, som var tilknyttet KGB og videregivet oplysninger om den danske venstrefløj til den sovjetiske ambassade og fået tilsagn om at blive evakueret til Sovjetunionen i tilfælde af truende krig. Anklagemyndigheden mente også, at han havde skrevet kritisk om den britiske premierminister Margaret Thatcher ud fra et forlæg fra den sovjetiske ambassade.
Før anholdelse havde PET siden 1979 aflyttet Herløv Petersens telefon, og det var i nogen grad på grundlag af disse samtaler, at sagen blev ført. Han havde fra 1972 til 1981 mødtes med diplomater fra den sovjetiske ambassade. Anklagemyndigheden mente, at han udleverede oplysninger om danske enkeltpersoner, mens den anklagede selv hævdede, at han bare diskuterede med disse diplomater.

## Tiltalefrafaldet
Efter tre dage i varetægtsfængsel og efter grundlovsforhør blev Herløv Petersen løsladt. Et halvt år efter, 17. april 1982, gav justitsminister Ole Espersen tiltalefrafald.
| Citat | Justitsministeriets afgørelse er bemærkelsesværdig, idet et tiltalefrafald, som er en strafferetlig sanktion, normalt ikke meddeles en person, som ikke selv er indforstået hermed, hvad den sigtede på ingen måde var. | Citat |
|       | |       |

På den måde blev Herløv Petersen påstået skyldig i spionage, uden at hans sag havde været for en dommer. Det er det, der har gjort, at sagen er  omtalt som danmarkshistoriens mest besynderlige spionaffære af Politiken.
Når den daværende Justitsminister valgte at give Herløv Petersen tiltalefald, var det, fordi han mente, at Herløv Petersen ikke havde skadet danske interesser, og fordi rigsadvokaten i et notat havde fastslået, at Herløv Petersen ikke havde gjort noget ulovligt. Ole Espersen valgte at lade tiltalefrafaldet ledsage af en erklæring om, at han alligevel i princippet anså AHP for skyldig. Det skyldtes hensynet til PET og til udenrigsminister Kjeld Olesen, der havde udtalt sig meget bombastisk om Herløv Petersens skyld.

## Herløv Petersens syn på sagen
Arne Herløv Petersen føler, at han på grund af denne sag har fået en tatovering af sjælen og har udtalt, at han aldrig bliver renset. Han ville gerne have haft, at sagen var kommet for en dommer, idet han mener, at han er uskyldig i anklagerne. Sagen har også haft konsekvenser for Herløv Petersen, idet den har skadet hans omdømme. Han er blevet sortlistet fra forlag, og han har mistet læsere pga. sagen. Allerede i 1983 udgav Herløv Petersen Spionsigtet, hvori han forklarede sin udlægning af sagen.
Arne Herløv Petersen har i 2009 skrevet en redegørelse for sagens forløb og sin opfattelse af den i bogen Skueprocessen.
Herløv Petersen har siden 1998 forsøgt at få aktindsigt i de aflytninger og papirer, der lå til grund for anholdelsen. I 2007 fik han to konkrete dokumenter, som efter hans egne udtalelser kun var årsrapporter, indeholdende overordnede vurderinger og ikke, hvad disse vurderinger bygger på. PET beklagede den lange ventetid, med at der var sket en sagsbehandlingsfejl. Det har også været diskuteret i Folketinget, hvor Line Barfod bl.a. spurgte om det kunne være rigtig, at Arne Herløv Petersen blev nægtet adgang til sin sag, når forskere kunne få adgang. I 2012-17 fik Herløv Petersen aktindsigt i sagens aflytningsrapporter. Han har beskrevet, hvad der står i dem i bogen Aktindsigt (2017). "Aktindsigt" gennemgår også, hvad der er skrevet om sagen siden 2009. Fra 2012 til 17 overtog Dansk Forfatterforening sagen om Herløv Petersens dagbøger, som PET havde kopieret og senere anbragt i offentligt arkiv mod forfatterens ønske. Førende eksperter i ophavsret mente, at der var tale om en krænkelse af ophavsretten, men i 2017 erklærede Folketingets ombudsmand, at han var enig med PET i, at ophavsloven skal vige for arkivloven, der giver PET råderet over ophavsretsligt beskyttet materiale, blot det har været anvendt i en efterforskning. Hele dette forløb beskrives i "Aktindsigt".
15. maj 2019 lykkedes det Dansk Forfatterforening at få fri proces til at føre sag mod PET for uretmæssig overvågning og anholdelse, og mod Rigsarkivet for offentliggørelse af den personlige dagbog på 1.400 sider.

## Bent Jensens vurdering
En af de skrappeste kritikere af Herløv Petersen, professor Bent Jensen, mener, at der er en helt anden årsag til, at justitsministeren frafaldt tiltale. Et af anklagepunkterne var, at Herløv Petersen skulle have modtaget betaling mod at agitere for et atomvåbenfrit Norden. Et atomvåbenfrit Norden blev socialdemokratiets politik kort efter, og Bent Jensen mener derfor, at justitsministeren valgte at lade tiltalen frafalde, da man ikke kunne fængsle en person for noget og derefter gøre det til sin egen politik.
Bent Jensens udlægning blev imødegået af tidligere justitsminister Ole Espersen, der spurgte, om Bent Jensen ville anklage ham for magtmisbrug.[kilde mangler]

## PET-Kommissionen
PET-Kommissionens beretning om PET's aktiviteter under Den kolde krig indeholder i bind 13 p. 44-95 en gennemgang af sagen, herunder en gennemgang af PET's bevismateriale i sagen. I kommissionens konklusion skriver de blandt (meget) andet:
| „ | Den danske forfatter Arne Herløv Petersen havde i perioden 1972-1981 kontakt til sovjetiske diplomater, der alle var KGB-officerer. PET indsamlede et omfattende materiale, der viste såvel hyppigheden som indholdet af Herløv Petersens samtaler med KGB. Hvorvidt Herløv Petersen var klar over de sovjetiske diplomaters virkelige status, er usikkert, idet han intetsteds i aflytningsmaterialet omtaler dem som KGB-officerer. PET havde en formodning om, at forfatteren måtte være vidende herom. Møderne med KGB-officererne skete således angivelig under ”konspirative former”. | “ |
|   | — p. 126 |   |

Når de ikke foregik under konspirative former, dvs. når diplomaterne parkerede åbenlyst foran AHP's hus og deltog i fester sammen med andre gæster, AHP havde inviteret, var det efter PET's opfattelse ikke fordi forbindelsen ikke var konspirativ, men fordi AHP var en "umådelig dårlig agent".
Man konkluderer også, at det ikke er dokumenteret, at Herløv Petersen modtog penge fra russerne, men han modtog anselige mængder af spiritus og cigaretter.
Rapporten beskæftiger sig også med, at PET havde andre interesser end at afsløre Herløv Petersen:
| „ | PET’s ageren i denne sag var også bestemt af hensynet til en igangværende kontraefterretningsoperation, som udførtes i samarbejde med en anden vesteuropæisk tjeneste. Operationen måtte indstilles på grund af statsministerens ordre om, at Merkulovs udvisning skulle hemmeligholdes, men kunne genoptages fra det øjeblik Herløv Petersen blev anholdt. Operationen havde til hensigt at skabe opmærksomhed i medierne omkring udvisningen af Merkulov og Herløv Petersens anholdelse. PET og den udenlandske tjeneste samarbejdede omkring udviklingen af tekstforlæg, som journalistkontakter kunne skrive deres artikler på baggrund af. I månederne efter Herløv Petersens anholdelse blev Merkulov/Herløv Petersen en tophistorie i dansk presse, men fik også en betydelig international dækning, hvad PET og samarbejdende udenlandske tjenester havde en vis indflydelse på. Således blev pamfletterne True Blues og Cold Warriors omtalt over den ganske verden. Ikke som et skarpt journalistisk portræt af Vestens vederstyggeligheder, sådan som KGB angiveligt havde håbet på, men derimod som et eksempel på Sovjetunionens forsøg på at påvirke opinionen i det demokratiske Vesten. | “ |
|   | — pp. 127-128 |   |

Efter at rigsadvokaten i et notat havde skrevet, at Herløv Petersen ikke havde gjort sig skyld i noget ulovligt, udstedte justits- og statsministeren forbud mod at han blev anholdt. PET gennemførte anholdelsen alligevel som led i kontraefterretningsoperationen i samarbejde med det britiske efterretningsvæsen MI6. PET-kommissionens rapport bind 13 redegør for forløbet, hvor man undlod at informere justitsministeren, selv om han var til stede på Christiansborg, og selv om justitsministeren i henhold til straffelovens § 110f alene har påtaleret i sager om overtrædelse af § 108.